# Wolfgang Liebeneiner
Wolfgang Liebeneiner (6 de octubre de 1905-28 de noviembre de 1987) fue un actor y director teatral y cinematográfico de nacionalidad alemana.

## Biografía
Hijo de un industrial textil, su nombre completo era Wolfgang Georg Louis Liebeneiner, y nació en Lubawka, Alemania, actualmente parte de Polonia. Cursó estudios de historia y de filosofía y letras, y en 1928 aprendió actuación y dirección bajo la batuta de Otto Falckenberg, director del Teatro de Cámara de Múnich, formando parte de la puesta en escena de obras como Despertar de Primavera, de Frank Wedekind.
Liebeneiner hizo su primer papel cinematográfico en 1931 en Die andere Seite, film en el que encarnó a un teniente inglés, interpretando habitualmente, en sus películas, primeros personajes jóvenes y trágicos.
En 1936, Liebeneiner fue miembro del Konzerthaus Berlin de Berlín, y en 1938 fue nombrado director artístico de la Deutsche Filmakademie Babelsberg. Gracias a su permanencia en dicha institución, pudo formar parte de la cinematografía oficial alemana, recibiendo autorización para rodar películas como Bismarck. 
En 1941 dirigió el film Ich klage an, en cooperación con el Ministerio del Reich para la Ilustración Pública y Propaganda.
La cinta trataba de la eutanasia de una mujer enferma de esclerosis múltiple, pero su intención era apoyar el programa Aktion T4. Mientras trabajaba desde 1942 a 1945 para Universum Film AG, los estudios alemanes más importantes de su época, fue recompensado con el título de doctor. 
Finalizada la Segunda Guerra Mundial, en el otoño de 1945 retomó su puesto de director de teatro, y dos años después rodó un film de éxito, Liebe 47. En 1947 Liebeneiner dirigió el estreno de la obra de Wolfgang Borchert Draußen vor der Tür en el Teatro Kammerspiele de Hamburgo. 
Diez años más tarde rodó Die Trapp-Familie (1956), una cinta alabada por la crítica, y adaptada en Hollywood como The Sound of Music, con Julie Andrews. En los años 1950 y 1960 dirigió uno o dos filmes al año, continuando los rodajes hasta la década 1970.
Wolfgang Liebeneiner falleció en 1987 en Viena, Austria, tras una larga enfermedad. Liebeneiner había estado casado dos veces: la primera, en 1934, con la actriz Ruth Hellberg, y la segunda, en 1944, con la también actriz Hilde Krahl, con la que tuvo una hija, Johanna Liebeneiner, que también fue actriz.

## Filmografía

### Actor
| - Die andere Seite, de Heinz Paul (1931) - Wenn dem Esel zu wohl ist, de Franz Seitz, Sr. (1932) - Die schönen Tage von Aranjuez, de Johannes Meyer (1933) - Liebelei, de Max Ophüls (1933) - Was bin ich ohne Dich, de Arthur Maria Rabenalt (1934) - Abschiedswalzer, de Géza von Bolváry (1934) - Musik im Blut, de Erich Waschneck (1934) - Rivalen der Luft, de Frank Wisbar (1934) - Freut Euch des Lebens, de Hans Steinhoff (1934) - Künstlerliebe, de Fritz Wendhausen (1935) - Die blonde Carmen, de Victor Janson (1935) | - Eine Nacht an der Donau, de Carl Boese (1935) - Lockspitzel Asew, de Phil Jutzi (1935) - Die selige Exzellenz, de Hans H. Zerlett (1935) - Alles hört auf mein Kommando, de Georg Zoch (1935) - Alle Tage ist kein Sonntag, de Walter Janssen (1935) - Donaumelodien, de Willy Reiber (1936) - Die unerhörte Frau, de Nunzio Malasomma (1936) - Das Schönheitsfleckchen, de Rolf Hansen (1936) - Friedemann Bach, de Traugott Müller (1941) - Herz der Welt, de Harald Braun (1952) - Vor 100 Jahren fing es an, de Erich Wenzel (1956) |

### Como director
| - Versprich mir nichts! (1937) - Der Mustergatte (1937) - Yvette (1938) - Du und ich - (1938) - Ziel in den Wolken (1938) - Der Florentiner Hut (1939) - Die gute Sieben (1940) - Bismarck (1940) - Ich klage an (1941) - Das andere Ich (1941) - Die Entlassung (1942) - Großstadtmelodie - Das Leben geht weiter (1945) - Kolberg, codirigida con Veit Harlan (1945) - Liebe 47 (1948) - Meine Nichte Susanne (1950) - Des Lebens Überfluß (1950) - Wenn eine Frau liebt - Das Tor zum Frieden - Der Weibsteufel (1951) - Der blaue Stern des Südens (1951) - 1 April 2000 (1952) - Die Stärkere (1953) - Das tanzende Herz (1953) - Die schöne Müllerin (1954) - Auf der Reeperbahn nachts um halb eins (1954) - ... und ewig bleibt die Liebe (1954) - Die heilige Lüge (1954) | - Urlaub auf Ehrenwort (1955) - Ich war ein häßliches Mädchen (1955) - Waldwinter (1956) - Die Trapp-Familie (1956) - Immer wenn der Tag beginnt (1957) - Königin Luise (1957) - Auf Wiedersehen, Franziska! (1957) - Die Trapp-Familie in Amerika (1958) - Sebastian Kneipp: der Wasserdoktor (1958) - Taiga (1958) - Meine Tochter Patricia (1959) - Jacqueline (1959) - Ich heirate Herrn Direktor (1960) - Schlußakkord (1960) - Eine Frau fürs ganze Leben (1960) - Ingeborg (1960) - Das letzte Kapitel (1961) - Schwejks Flegeljahre (1963) - Jetzt dreht die Welt sich nur um dich (1964) - Tom Sawyers und Huckleberry Finns Abenteuer (1968) - Wenn süß das Mondlicht auf den Hügeln schläft (1969) - Das chinesische Wunder (1977) - Götz von Berlichingen mit der eisernen Hand (1979) |